# Гуадалопе
Гуадалопе (исп. Guadalope) — река в испанском автономном сообществе Арагон, правый приток реки Эбро.

## Описание
Река имеет протяжённость в 160 км и начинается в горах Сьерра-де-Гудар, недалеко от Вильярройя-де-лос-Пинарес и Миравете-де-ла-Сьерра в районе Маэстрасго. Оттуда она течёт на северо-восток в водохранилище Сантолеа и, миновав дамбу в Каланда, впадает в Эбро в районе города Каспе. Свои воды река берёт из ручьёв, текущих от Сьерра-де-ла-Канада и Сьерра-Караскоса.
В дополнение к упомянутым населённым пунктам, река также протекает по территории Альканьиса и Цивана.
Притоки: правые — Бергантес, Фортанете, Бордон и Мескуин; левые — Альяга, Гуадалопилльо.
В пещере Барранко Гомес, находящейся на берегу реки Гуадалопе, найден датируемый возрастом 7,5 тыс. лет наскальный рисунок с человеком, передвигающимся по лестнице, чтобы достать улей.